# Frisch Auf Göppingen
La Frisch Auf! Göppingen è una squadra di pallamano tedesca avente sede a Göppingen.

È stata fondata nel 1896.

Nella sua storia ha vinto 9 campionati tedeschi, 2 Coppe dei Campioni e 2 EHF Cup.

Disputa le proprie gare interne presso la Ews Arena di Göppingen la quale ha una capienza di 5.600 spettatori.

## Palmarès

### Titoli nazionali
- Campionato tedesco: 9
  - 1953-54, 1954-55, 1957-58, 1958-59, 1959-60, 1960-61, 1964-65, 1969-70, 1971-72.

### Titoli internazionali
- Coppa dei Campioni / Champions League: 2
  - 1959-60, 1961-62.
- IHF Cup / EHF Cup: 3
  - 2010-11, 2011-12, 2015-16.

## Fonti e Bibliografia
- Pagina informativa del club sul sito www.les-sports.info, su les-sports.info.